# Ум ел Буаги (покрајина)
Ум ел Буаги (арап. ولاية أم البواقي), једна је од 48 покрајина у Народној Демократској Републици Алжир. Покрајина се налази у североисточном делу земље у појасу између планинских венца Атласа и Аураса.
Покрајина Ум ел Буаги покрива укупну површину од 6.768 km² и има 644.364 становника (подаци из 2008. године). Највећи град и административни центар покрајине је град Ум ел Буаги.